# غريغ بونين
غريغ بونين (بالإنجليزية: Greg Bonin)‏ هو لاعب كرة قاعدة أمريكي، ولد في 15 يونيو 1955 في لافاييت في الولايات المتحدة.